# Quedlinburg
Quedlinburg (in basso tedesco Queddelnborg) è una città tedesca di 23 313 abitanti situata nel land della Sassonia-Anhalt. Appartiene al circondario dello Harz (targa HZ).
Fino al 1º luglio 2007 è stata capoluogo del circondario omonimo.

## Storia
La città di Quedlinburg esiste almeno dagli inizi del X secolo, quando viene nominato un insediamento conosciuto col nome di Gross Orden sulla riva orientale del fiume Bode. Il suo nome viene scritto per la prima volta nel 922 come parte di una donazione da parte di Enrico I l'Uccellatore, e conservato nell'abbazia di Corvey. Secondo Tietmaro di Merseburgo, la città fu costruita dalle fondamenta da Enrico, il quale vi fu sepolto alla sua morte, avvenuta il 2 luglio 936. Dopo la morte di Enrico, il 30 luglio, la vedova Matilde, che diverrà poi santa, vi istituì un convento femminile, dove venivano educate le figlie della migliore nobiltà. Scopo principale del convento era quello di pregare per l'anima di Enrico I e dei sovrani che sono venuti dopo di lui. La prima badessa del convento fu Matilde, nipote di Enrico e della stessa Santa Matilde.
Il complesso di Quedlinburg, fondato da Enrico I ed ampliato da Ottone I il Grande, fu un palatinato imperiale degli imperatori di Sassonia. Nella valle si trovava il palatinato con un monastero maschile, nel luogo in cui oggi vi è la chiesa cattolica di St. Wiperti, mentre sulla collina vi era il convento femminile. Il monastero maschile venne fondato nel 961 ed abbandonato nel corso del XVI secolo; la chiesa del monastero, che ospita una notevole cripta del X secolo, venne addirittura usata come fienile e porcilaia, prima di essere completamente restaurata a metà del XX secolo.
Nel 973, poco prima della sua morte, Ottone I tenne qui una Dieta cui parteciparono molti nobili, fra cui Mieszko I (Miecislao I) di Polonia, Boleslav I (Boleslao I) di Boemia ed alcuni principi venuti da Bisanzio. L'occasione era la presentazione della futura nuora Theophánia, una principessa bizantina che avrebbe poi sposato il figlio di Ottone I, Ottone II di Sassonia.
Nel 994 Ottone III dà alla città il diritto di tenere mercato, di riscuotere le tasse di coniare moneta; il primo luogo dove si tenne mercato venne stabilito a nord della collina su cui sorgeva il convento femminile. Per molti secoli ci fu una certa rivalità fra il convento femminile e la crescente città di Quedlinburg, dovuta soprattutto al tentativo di egemonizzare il territorio circostante; questa rivalità durò fino a che il convento non venne abbandonato, nel 1802 in seguito alla secolarizzazione dei principati ecclesiastici del Sacro Romano Impero; dal XVI secolo le "principesse-badesse" diventeranno luterane continuando ad essere a capo di un capitolo di nobildonne tenute alla castità salvo la possibilità di uscire dal convento e sposarsi (l'ultima principessa-badessa fu Sofia Albertina di Svezia (figlia di re Adolfo Federico di Svezia e Luisa Ulrica di Prussia).
Nel 1926, una devastante inondazione del Bode distrusse tutti i ponti e paralizzò le infrastrutture. Le successive inondazioni hanno più volte ostacolato i lavori di ricostruzione.
Durante il regime nazista, la memoria di Enrico I l'Uccellatore divenne quasi un culto, poiché Heinrich Himmler vedeva se stesso come la reincarnazione del "più tedesco fra i regnanti tedeschi". La chiesa di Quedlinburg ed il castello divennero una specie di santuario per la Germania nazista. Negli anni ottanta vennero chiamati specialisti polacchi per restaurare le antiche architetture della città.

## Monumenti e luoghi d'interesse

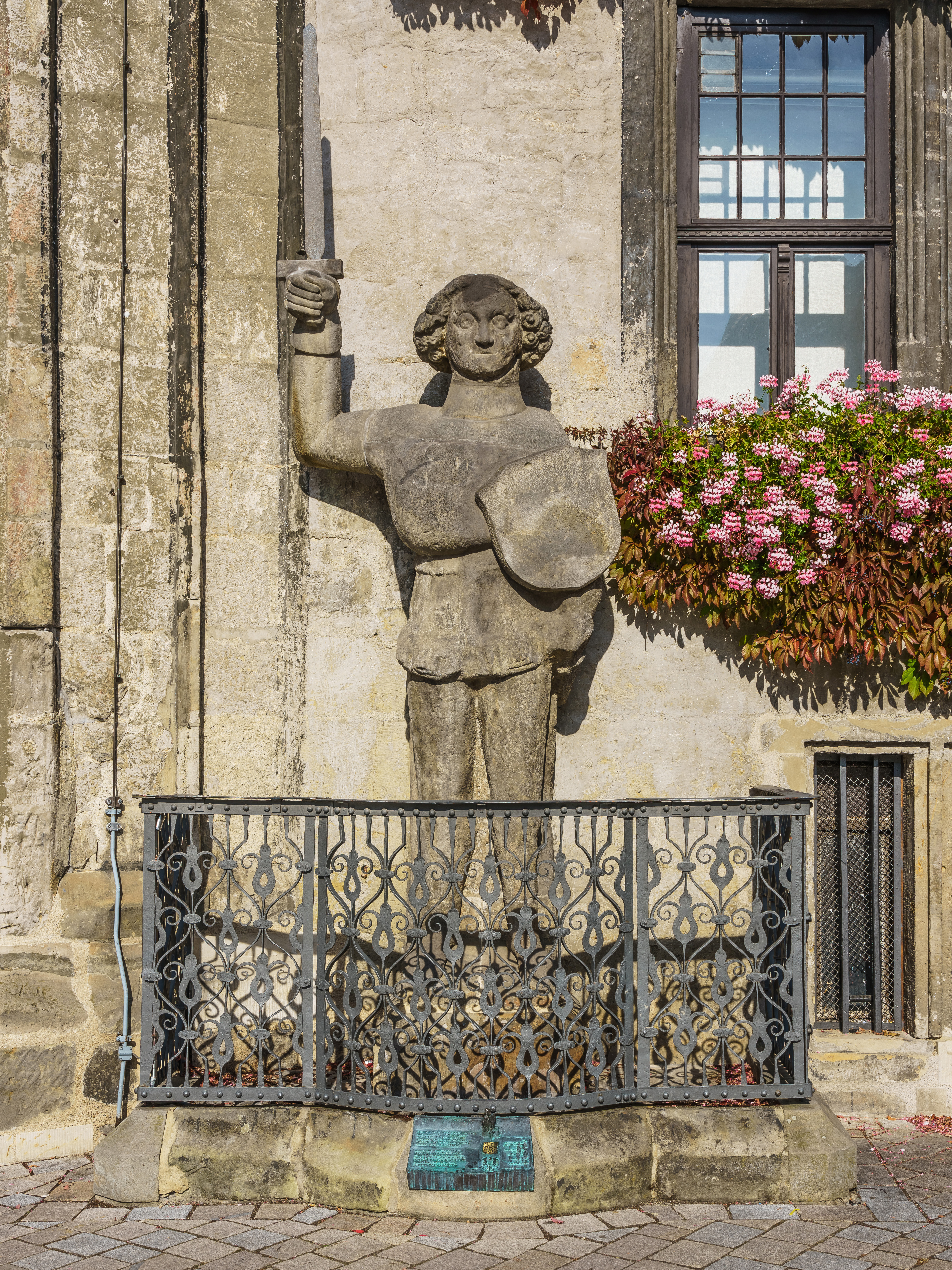
Una statua del paladino Rolando

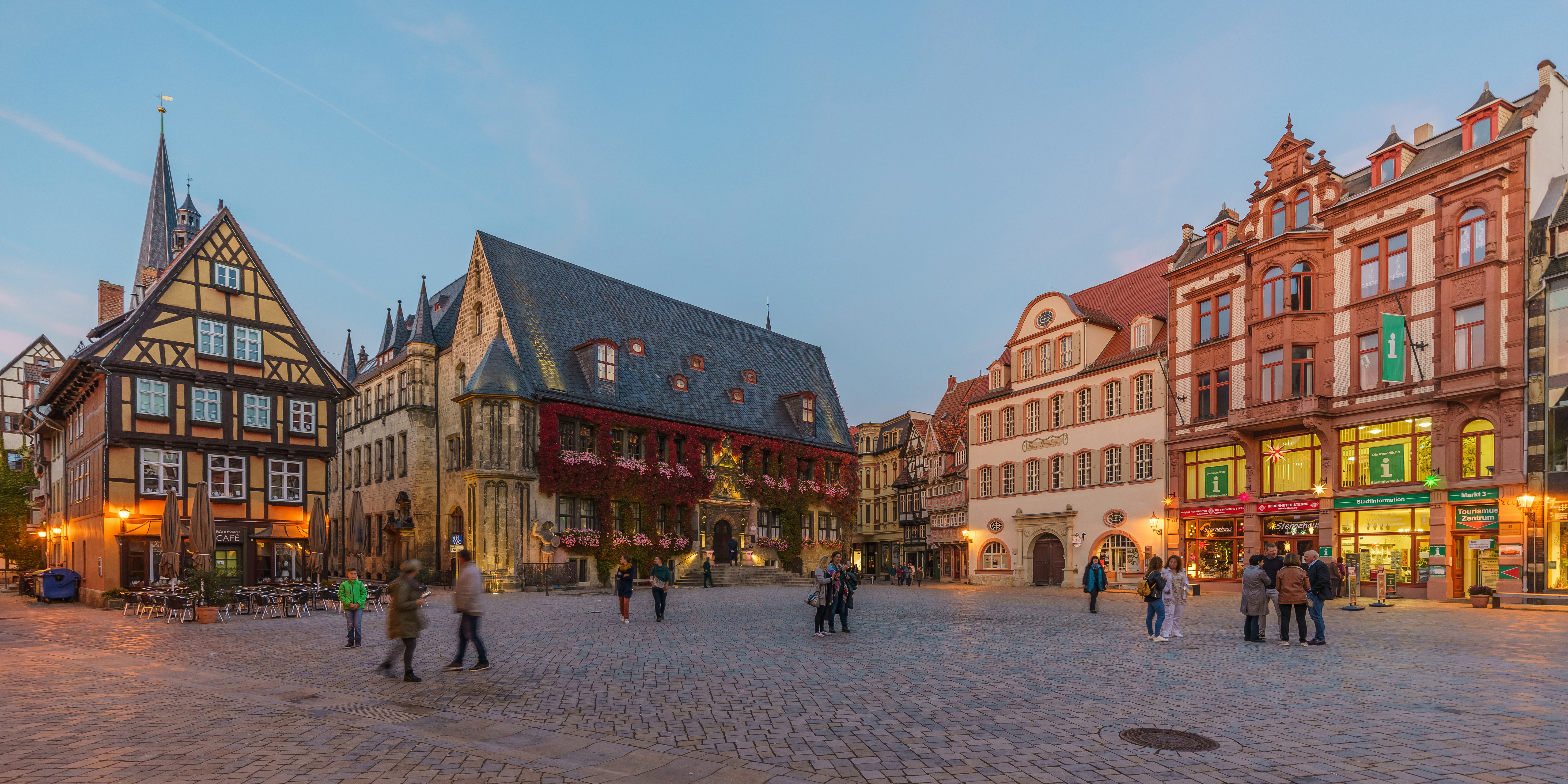
Piazza del Mercato

Nel centro storico di Quedlinburg, dominato dall'abbazia di Quedlinburg, si possono vedere edifici appartenenti ad almeno 5 secoli di storia, compresa una costruzione del 1347, una delle case più antiche di tutta la Germania, la cosiddetta Ständerbau.
Nella grande piazza centrale del mercato, la Marktplatz, si affaccia il municipio in stile gotico del XIV secolo. La costruzione in pietra è caratterizzata dalla statua di Rolando del 1460 sull'angolo sinistro. Inoltre la facciata del palazzo è coperta da piante rampicanti, le cui foglie cambiano colore a seconda delle stagioni. Più in periferia vi sono numerosi edifici appartenenti all'Art Nouveau, per la maggior parte costruiti agli inizi del XX secolo.
Nel quartiere di Neustadt si trova la Chiesa di San Nicola, risalente all'inizio del XIII secolo.
Nel 1994 gli antichi edifici della città di Quedlinburg sono stati inseriti nell'elenco dei Patrimoni dell'umanità dell'UNESCO, essendo Quedlinburg uno dei meglio conservati esempi di città medievale e rinascimentale d'Europa, grazie anche al fatto di essere miracolosamente scampata a danni gravi durante la seconda guerra mondiale.

## Cultura

### Cinema
- È ambientata a Quedlinburg la serie televisiva, con protagonista Wolke Hegenbarth, Alles Klara.[6]

## Amministrazione

### Gemellaggi
- Aulnoye-Aymeries, dal 1961
- Celle, dal 1991
- Hameln, dal 1991
- Hann. Münden, dal 1991
- Herford, dal 1991